# Nemoria astraea
Nemoria astraea là một loài bướm đêm trong họ Geometridae.